# Nhân lực công nghệ thông tin Việt Nam
Nhân lực công nghệ thông tin Việt Nam là nguồn nhân lực làm việc trong các doanh nghiệp viễn thông, doanh nghiệp công nghiệp công nghệ thông tin; nhân lực cho ứng dụng công nghệ thông tin; nhân lực cho đào tạo công nghệ thông tin, điện tử, viễn thông và người dân sử dụng các ứng dụng công nghệ thông tin. Nguồn nhân lực này là yếu tố then chốt có ý nghĩa quyết định đối với việc ứng dụng và phát triển công nghệ thông tin tại Việt Nam.

## Các quy hoạch của nhà nước

### Mục tiêu
Theo quyết định số 05/2007/QĐ-BTTTT ngày 26/10/2007 của Bộ trưởng Bộ Thông tin và Truyền thông về việc phê duyệt Quy hoạch phát triển nguồn nhân lực công nghệ thông tin Việt Nam đến năm 2020 có đề ra các mục tiêu chung và mục tiêu riêng như sau:
Mục tiêu chung:
- Phát triển mạnh nguồn nhân lực công nghệ thông tin, đảm bảo có đủ nhân lực phục vụ nhu cầu ứng dụng và phát triển công nghệ thông tin, xây dựng kinh tế tri thức và xã hội thông tin, đáp ứng yêu cầu của sự nghiệp công nghiệp hoá, hiện đại hoá đất nước và cung cấp nhân lực công nghệ thông tin cho thị trường lao động quốc tế.
- Hiện đại hóa, nâng cao hiệu quả và năng lực cạnh tranh của hệ thống đào tạo nhân lực công nghệ thông tin, nâng trình độ đào tạo nhân lực công nghệ thông tin của nước ta tiếp cận trình độ quốc tế và tham gia thị trường đào tạo nhân lực quốc tế.
- Từng bước trở thành một trong những nước cung cấp nhân lực công nghệ thông tin chất lượng cao cho các nước trong khu vực và trên thế giới.
- Đẩy mạnh đào tạo nhân lực cho ứng dụng và phát triển công nghệ thông tin phục vụ quốc phòng, an ninh, bảo vệ Tổ quốc.

Mục tiêu riêng:
- Tăng cường xây dựng đội ngũ giảng viên, nâng cao chất lượng và số lượng giảng viên công nghệ thông tin, điện tử, viễn thông ở các trường đại học, cao đẳng, trung cấp chuyên nghiệp và các cơ sở dạy nghề. Đến năm 2015, ở bậc đại học, cao đẳng đảm bảo tỷ lệ 15 sinh viên có 1 giảng viên công nghệ thông tin; 70% giảng viên đại học và trên 50% giảng viên cao đẳng có trình độ thạc sĩ trở lên, trên 50% giảng viên đại học và ít nhất 10% giảng viên cao đẳng có trình độ tiến sĩ. Đến năm 2020, trên 90% giảng viên đại học và trên 70% giảng viên cao đẳng có trình độ thạc sĩ trở lên, trên 75% giảng viên đại học và ít nhất 20% giảng viên cao đẳng có trình độ tiến sĩ.
- Tạo được chuyển biến đột phá về chất lượng đào tạo. Phấn đấu đến năm 2015 đào tạo công nghệ thông tin, điện tử, viễn thông ở bậc đại học đạt trình độ tiên tiến trong khu vực ASEAN; 80% sinh viên công nghệ thông tin, điện tử, viễn thông tốt nghiệp ở các trường đại học trong nước có đủ khả năng chuyên môn và ngoại ngữ để tham gia thị trường lao động quốc tế. Đến năm 2020 đào tạo công nghệ thông tin, điện tử, viễn thông tại nhiều trường đại học đạt trình độ quốc tế; 90% sinh viên công nghệ thông tin, điện tử, viễn thông tốt nghiệp ở các trường đại học có đủ khả năng chuyên môn và ngoại ngữ để tham gia thị trường lao động quốc tế.
- Tăng cường đào tạo, bồi dưỡng và xây dựng đội ngũ giáo viên dạy tin học cho các cơ sở giáo dục phổ thông. Đến năm 2015, toàn bộ học sinh các trường trung học phổ thông, trung học cơ sở và 80% học sinh các trường tiểu học được học tin học. Đảm bảo dạy tin học cho 100% học sinh trong các cơ sở giáo dục phổ thông vào năm 2020. Đẩy mạnh ứng dụng công nghệ thông tin trong giáo dục và đào tạo. Đến năm 2015, 100% giáo viên các cấp có thể sử dụng các ứng dụng công nghệ thông tin hỗ trợ cho giảng dạy.
- Đẩy mạnh đào tạo nhân lực phục vụ nhu cầu phát triển của các doanh nghiệp trong lĩnh vực công nghệ thông tin và truyền thông. Từ nay đến năm 2015, cung cấp cho các doanh nghiệp này 250.000 người có chuyên môn về công nghệ thông tin, điện tử, viễn thông. Trong số đó, 50% có trình độ cao đẳng, đại học và 5% có trình độ Thạc sĩ trở lên.
- Tăng cường đào tạo nhân lực cho ứng dụng công nghệ thông tin. Từ nay đến năm 2015, cung cấp cho các doanh nghiệp, cơ quan quản lý nhà nước, tổ chức chính trị – xã hội, cơ sở nghiên cứu, bệnh viện, … 530.000 cán bộ chuyên trách về công nghệ thông tin có trình độ cao đẳng hoặc tương đương trở lên.
- Không ngừng nâng cao kiến thức và kỹ năng sử dụng các ứng dụng công nghệ thông tin cho toàn xã hội. Đến năm 2015, tất cả cán bộ, công chức, viên chức các cấp, 100% cán bộ y tế, 80% lao động trong các doanh nghiệp và trên 50% dân cư có thể sử dụng các ứng dụng công nghệ thông tin. Các Bộ, ngành, tỉnh, thành phố trực thuộc trung ương có giám đốc công nghệ thông tin, được đào tạo theo quy định của Nhà nước. Đến năm 2020, 90% lao động trong các doanh nghiệp và trên 70% dân cư có thể sử dụng các ứng dụng công nghệ thông tin.

### Nhiệm vụ phát triển
Một số nhiệm vụ phát triển công nghệ thông tin tại Việt Nam theo Quy hoạch phát triển nguồn nhân lực công nghệ thông tin của nhà nước như sau:
- Phát triển đội ngũ giảng viên công nghệ thông tin, điện tử, viễn thông
- Phát triển đội ngũ giáo viên dạy tin học cho các cơ sở giáo dục phổ thông
- Chuẩn hóa các trình độ đào tạo công nghệ thông tin, điện tử, viễn thông
- Phát triển đội ngũ nghiên cứu về công nghệ thông tin, điện tử, viễn thông
- Xây dựng và phát triển đội ngũ giám đốc công nghệ thông tin trong các cơ quan nhà nước
- Đào tạo các tài năng về công nghệ thông tin, điện tử, viễn thông
- Đào tạo nhân lực trình độ cao về công nghệ thông tin, điện tử, viễn thông
- Đào tạo nghề về công nghệ thông tin, điện tử, viễn thông
- Phát triển nhân lực công nghệ thông tin trong lĩnh vực an ninh – quốc phòng
- Đào tạo và bồi dưỡng kiến thức công nghệ thông tin cho cán bộ, công chức, viên chức
- Đào tạo và bồi dưỡng kiến thức công nghệ thông tin cho giáo viên, cán bộ trong ngành giáo dục và đào tạo
- Dạy tin học cho sinh viên, học sinh các cấp
- Phổ cập tin học cho nhân dân
- Xây dựng trường đại học công nghệ thông tin và truyền thông đạt đẳng cấp quốc tế
- Xây dựng hệ thống thông tin nhân lực công nghệ thông tin

## Giáo dục & đào tạo nhân lực công nghệ thông tin

Số trường đào tạo ngành Công nghệ Thông tin tại Việt Nam tính đến năm 2010.

Vào năm 2010, theo thống kê của Bộ Thông tin và Truyền thông, số lượng trường Cao đẳng, Đại học đào tạo về Công nghệ Thông tin - Truyền thông là 277 trường.

Tỉ lệ tuyển sinh ngành Công nghệ Thông tin tính đến năm 2010.

Về việc tuyển sinh ngành công nghệ thông tin để chuẩn bị nhân lực ngành trong tương lai, Bộ Thông tin và Truyền thông đề nghị với bộ cho phép tuyển sinh theo ba môn thi: toán, lý và ngoại ngữ (thông thường là tiếng Anh, thay vì môn hóa) để phù hợp với thực tế hiện nay. Khối thi này được gọi là khối A1, nhận được khá nhiều sự quan tâm của dư luận. Theo thứ trưởng Bộ Giáo dục và Đào tạo Bùi Văn Ga, khối A1 sẽ được áp dụng cho năm 2013 .
Việc đào tạo nhân lực công nghệ thông tin hiện nay đang vấp phải nhiều vấn đề khó khăn, được tóm gọn trong cụm từ "nhu cầu cao, chất lượng thấp". Theo PGS. Bùi Thế Duy, Trường Đại học Công nghệ, Đại học Quốc gia Hà Nội, cho biết: "Mặc dù đang tồn tại tình trạng nhà nhà đào tạo CNTT nhưng nguồn nhân lực vẫn không đáp ứng được nhu cầu của nhà tuyển dụng." Ông Quách Tuấn Ngọc, Cục trưởng Cục Công nghệ thông tin (Bộ Giáo dục và Đào tạo) nhận định việc đào tạo nhân lực công nghệ thông tin chỉ cơ bản đáp ứng về số lượng, nhưng chất lượng vẫn nhiều hạn chế. Điều này dẫn tới hệ lụy các công ty làm về công nghệ thông tin đau đầu về việc tìm nhân lực và rất nhiều công ty buộc phải đào tạo nhân lực công nghệ thông tin mới có thể đáp ứng yêu cầu công việc. Vì vậy, các sinh viên sau khi ra trường phải tham gia các khoá bồi dưỡng nghiệp vụ của doanh nghiệp và phải lấy chứng chỉ chuyên môn sâu về công nghệ thông tin và truyền thông của các tập đoàn như Microsoft, Oracle, Cisco,... thì mới có thể làm tốt công việc".
Bộ Giáo dục & Đào tạo cũng có kế hoạc đẩy nhanh việc sử dụng tiếng Anh vào giảng dạy một số môn học ngành công nghệ thông tin tại các trường đại học, cao đẳng.

### Một số trường đại học, cao đẳng đào tạo nhân lực ngành công nghệ thông tin
Một số trường tiêu biểu về đào tạo ngành Công nghệ Thông tin bao gồm: 
- Trường Đại học Công nghệ, Đại học Quốc gia Hà Nội
- Học viện Công nghệ Bưu chính Viễn thông
- Trường Đại học Bách khoa Hà Nội
- Học viện Kỹ thuật Quân sự
- Trường Đại học Bách khoa Đà Nẵng
- Trường Đại học Bách khoa, Đại học Quốc gia Thành phố Hồ Chí Minh
- Trường Đại học Khoa học Tự nhiên, Đại học Quốc gia Thành phố Hồ Chí Minh
- Trường Đại học Quốc tế, Đại học Quốc gia Thành phố Hồ Chí Minh
- Trường Đại học Công nghệ Thông tin, Đại học Quốc gia Thành phố Hồ Chí Minh.
- Trường Đại học Đại Nam

## Nguồn nhân lực

Biểu đồ mang tính tham khảo tại tạp chí PCWorld Việt Nam